# Reich Kanem
Kanem ist ein ehemaliges Reich, das östlich des Tschadsees entstand, aber auch Auswirkungen auf die Geschichte westlich des Tschadsees hatte. Ab dem 13. Jahrhundert nennt man das Reich aufgrund seiner schriftlich dokumentierten Ausdehnung westlich des Tschadsees Kanem-Bornu.

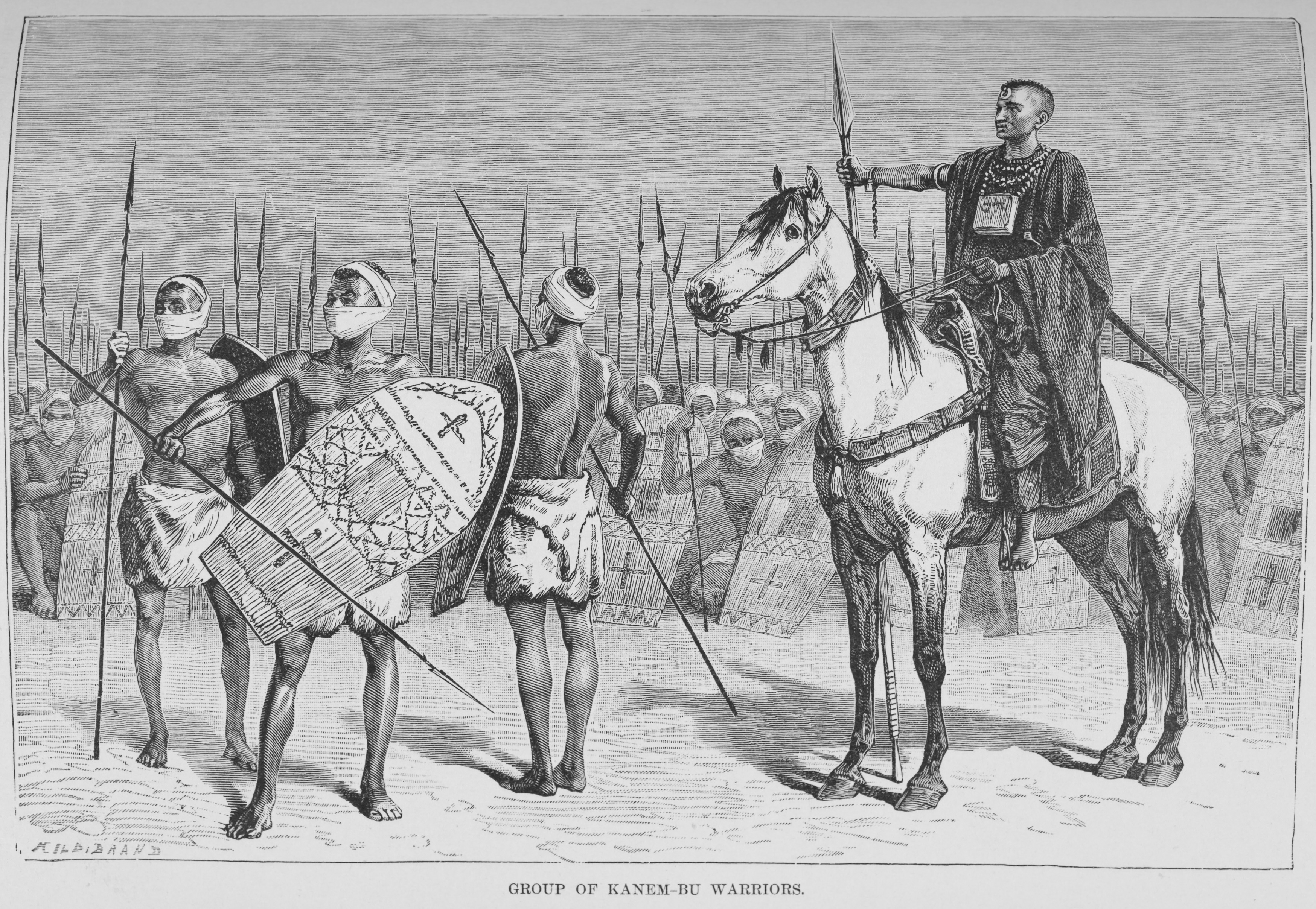
Heerführer der Kanembu (nach Barth, Reisen, 1857, III, 110)

## Staatsgründung von Kanem

### Angaben der Schriftquellen
Die maßgebliche Quelle zum Ursprung des Reiches von Kanem ist der Dīwān, die aus dem 13. Jahrhundert n. Chr. stammende Reichschronik von Kanem-Bornu. Nach den Angaben der sich – nach Dierk Lange – vermutlich auf eine hebräische Vorlage stützenden arabischen Chronik und anderen verwandten Quellen kamen die Reichsgründer aus Baghdad und hatten die biblischen Patriarchen zu Vorfahren. Ohne auf die anzunehmende Migration der Reichsgründer aus dem Vorderen Orient einzugehen, liefert die Chronik in Bezug auf den 16. erwähnten Herrscher, Salema (1176–1203), dem Vater des Dunama Dibbalemi, den wichtigen Hinweis, dass er von schwarzer Hautfarbe war und sich damit von allen seinen Vorfahren, die als "rot wie die Araber" beschrieben werden, stark unterschied. Da ähnliche Beobachtungen von französischen Beobachtern der frühen Kolonialzeit in Bezug auf den Herrscherclan der Magumi gemacht wurden, ist diese Angabe als durchaus glaubwürdig anzusehen. In Verbindung mit Untersuchungen zur Authentizität des Dīwān und der frühen onomastischen Angaben der Chronik weisen diese Aussagen eindeutig auf einen Fremdursprung der Reichsgründer von Kanem hin. Nach den Angaben des frühen arabischen Historikers al-Yaʿqūbī von 823 kamen die Gründer des Reiches von Kanem und anderer westafrikanischer Staaten aus Babylon, ein Hinweis, der auf eine Abwanderung aus dem alten Vorderen Orient in der Zeit vor den Achämeniden hindeutet.

### Einwanderer aus Syrien-Palästina
Nach Dierk Lange ist dem Dīwān, der Reichschronik von Kanem-Bornu, zu entnehmen, dass Einwanderer aus dem Nahen Osten um 600 v. Chr. östlich des Tschadsees den Staat Kanem gründeten.
Die Herrschernamen von Sef (1) bis Arku (9) bezeichnen altorientalische Herrscher von Sargon von Akkad (2334-2279), dem Gründer des akkadischen Weltreiches, bis Assur-uballit II. (612-609), dem letzten assyrischen König.  Auch der akkadische Name der Chronik – girgam aus girginakku „Bibliothek“ (arabisch: Dīwān) – und der assyrische Königstitel des Gründungshelden Sef „Herrscher der vier Weltgegenden“ liefern Hinweise auf einen Zusammenhang zwischen dem Zerfall des neuassyrischen Weltreiches am Ende des 7. Jahrhunderts v. Chr. und der Staatsgründung von Kanem. Nach dem Dīwān leitete die älteste Dynastie der Duguwa ihre Abstammung von Dugu ab, der nach Sef und dem biblischen Abraham (arabisch: Ibrāhīm) gelebt haben soll. Die Betonung der Abstammung der Duguwa von dem als Hammurabi zu identifizierenden Dugu deutet auf die vorrangige Rolle, welche die Babylonier – und nicht die Assyrer – bei der Staatsgründung und der frühen Herrschaftsausübung in Kanem spielten. Außerdem erwähnt der Dīwān mit einer Ausnahme alle biblischen Patriarchen bis hin zu Adam. Diese erstaunliche Namensliste kann nicht von muslimischen Gelehrten übernommen worden sein, da sie Details aus der vorkanonischen Überlieferung Israels enthält, die den Arabern unbekannt waren. Es ist nicht ausgeschlossen, dass die Staatengründungen der Duguwa und anderer Herrschergruppen des Tschadseegebietes im Zusammenhang mit der Ausbreitung der Tschadischen Sprachen steht, einer Unterfamilie des Afroasiatischen, bei späterer teilweiser Überlagerung durch das nilosaharanische Kanuri.
In islamischer Zeit glaubten die Hofchronisten von Kanem einen Zusammenhang zwischen ihrer eigenen Überlieferung und den Vorstellungen eines weit ausgedehnten vorislamischen jemenitischen Reiches der arabischen Historiker zu erkennen. Sie vermuteten deshalb, dass der Name ihres Gründungshelden Sef dem des spätvorislamischen jemenitischen Freiheitshelden Sayf b. Dhi Yazan entsprach. Trotz seiner wenig bedeutsamen historischen Rolle, gilt Sayf b. Dhi Yazan deshalb heutzutage als Gründer der Dynastie der Sefuwa, die zunächst über Kanem und dann über Bornu herrschte.

### Gründung von Städten und Einführung der Eisentechnologie
Archäologische Forschungen der letzten Jahre südlich des Tschadsees in Zilum und anderen Fundplätzen haben gezeigt, dass der Beginn der sozialen Komplexität im Tschadseegebiet schon auf die Zeit um 500 v. Chr. anzusetzen ist. In die gleiche Zeit gehört die Einführung der Eisentechnologie in das Tschadseegebiet. Bis heute greifbare Überlieferungen bei den vermutlichen Nachfahren dieser Städtebauer und Handwerker, den Sao-Kotoko, deuten nach Dierk Lange auf Ursprünge in Syrien-Palästina. Obgleich die bisher untersuchten Fundstellen außerhalb des Reichsgebietes des frühen Kanem lagen, lassen sie doch wertvolle Rückschlüsse auf anzunehmende Parallelentwicklungen zu. Insbesondere ist zu vermuten, dass im Anschluss an die Städte- und Staatengründungen im Tschadseegebiet ein sporadischer Transsaharahandel entstand, dessen Nutznießer die Garamanten des Fessan waren.

## Kanem unter der Herrschaft der Duguwa: 600 v. Chr. –1068 n. Chr.

### Staatsaufbau: Sakrales Königtum
Das vorislamische Staatswesen von Kanem zeichnete sich durch sein sakrales Königtum aus. Ein wichtiges Merkmal war die Seklusion des Königs, die bereits von al-Muhallabi im 10. Jahrhundert beschrieben wurde. 1351 hörte Ibn Battuta auf seiner Durchreise in Takedda, am Rande des Air, dass der König von Bornu während der Staatsempfänge für die Besucher unsichtbar blieb, weil er hinter einem Vorhang versteckt war. Die gleiche Sitte beobachtete Denham noch in der ersten Hälfte des 19. Jahrhunderts in Birni Kafela, south of Kukawa. Ein weiteres Merkmal ist die große Macht der Königinmutter. Der Diwan erwähnt, dass eine Magira des 12. Jahrhunderts den König gefangen setzte, weil er ein islamisches Gesetz überschritten hatte. Obgleich es sich hier offensichtlich um eine ätiologische Erzählung handelt, bringt die Geschichte zum Ausdruck, dass der König grundsätzlich der Kontrolle der Königinmutter unterlag.

### Antike Quellen: Das Reich Agisymba
Am Ende des 1. Jahrhunderts n. Chr. reiste der Römer Iulius Maternus in Begleitung des Königs der Garamanten nach Agisymba, der dort seine Herrschaft gegen die rebellierenden Einwohner des Landes festigen wollte. Ptolemäus, dem wir diese Nachrichten verdanken, lässt keinen Zweifel darüber, dass Agisymba genau südlich des Fessan lag. Es ist deshalb als ein im Tschadseegebiet gelegenes Nachbar- oder Vorläuferreich von Kanem anzusehen. Aufgrund der nur äußerst sporadischen transsaharanischen Handelsbeziehungen blieb das Reich Kanem außerhalb des Horizontes anderer antiker Autoren.

### Dynastiegeschichte: Die Duguwa als Zaghawa
In Kanem, östlich des Tschadsees, war seit der Staatsgründung die Dynastie der Duguwa an der Macht, die von den arabischen Geographen ab dem 9. Jahrhundert n. Chr. als Zaghawa bezeichnet wird. Es ist zu Unrecht, dass man von diesem Namen auf eine Identität mit den heutigen Halbnomaden der Zaghawa geschlossen hat. In Wirklichkeit waren die Duguwa/Zaghawa ebenso sesshaft wie die Sefuwa, die sie später in der Herrschaft ablösten. Im Unterschied zu den vermutlich assyrisch geprägten Sefuwa bildeten sie jedoch eine dünne fremde Führungsschicht babylonischen Ursprungs, die sich auf einheimische Kriegernomaden stützte und diese auch an der Ausübung der Macht beteiligte. Der Sprachwechsel von einer hamito-semitischen zu einer nilosahranischen Sprache, dem Kanuri, ist dem Aufstieg der Clans der Kriegernomaden zuzuschreiben.

### Ausdehnung des Reiches
Nach der Zerstörung der Herrschaft der Garamanten durch den arabischen Feldherrn Uqba ibn Nafi um 666 n. Chr. dehnten die Duguwa ihre Macht langsam nach Norden aus, um die Sicherheit der transsaharanischen Handelsverbindungen zu gewährleisten. Zur Mitte des 11. Jahrhunderts erstreckte sich ihr Reich bis in den Fessan. Westlich des Tschadsees übten sie einen starken Einfluss auf die Hausastaaten aus.

## Kanem unter der Herrschaft der Sefuwa: 1068–1381

### Islamisierung und Dynastiewechsel
Nordafrikanische Kaufleute verbreiteten den Islam südlich der Sahara. Aufgrund der sakralen, tief in der Bevölkerung verankerten Institutionen ihres Staates konnte der Islam jedoch vom 7. bis zum 11. Jahrhundert unter den Einwohnern Kanems nur wenig Fortschritte machen. Zur Mitte des 11. Jahrhunderts war der anhaltende Druck jedoch so stark geworden, dass ein muslimischer Vertreter der Duguwa, Abd al-Jalil (ca. 1064–1068), an die Macht kam. Im Dīwān heißt es dann lapidar: "Dies haben wir  aus der Geschichte der Banu Duku (= Duguwa) zu berichten. Sodann wenden wir uns zur Geschichte der Banu Hume, den Bekennern des Islam". Hume al-Sayfi (1068–1080), der erste muslimische König von Kanem, gehörte zu den Sefuwa (eigentlich Sefuwa-Humewa). Im Gegensatz zu den Duguwa, die sich von Dugu ableiteten, führten Hume und alle seine Nachfolger bis zum 19. Jahrhundert ihre Abstammung auf Sef zurück, der seit dem 13. Jahrhundert mit dem jemenitischen Helden Sayf b. Dhi Yazan identifiziert wurde. Nach Ansicht der Chronisten des Dīwān lebten die ältesten Patriarchen des Tschadreiches in der Reihenfolge Sef, Abraham, Dugu. Entsprechend ihrer Abstammung waren die Duguwa und die Sefuwa also keine zwei aufeinanderfolgenden Dynastien, sondern zwei Klans, die sich auf Stammväter des alten Vorderen Orients bezogen. In den 1060er Jahren hatten die Duguwa somit versucht, sich dem Islam anzupassen, doch schon bald erwies sich, dass die Sefuwa aufgrund der besonderen Eigenschaften der Klangötter ihrer Gruppierung dem Islam näher standen. Hume und seine Mitstreiter von den Sefuwa übernahmen in der Tat die Macht und verwiesen die Duguwa auf den zweiten Rang im Staat.

### Herrschaft der Sefuwa über Kanem
Zu Beginn der Herrschaft der Sefuwa war Kanem bereits ein mächtiges Reich. Der Dīwān schreibt Dunama I. (1080–1133) die unglaubwürdige Zahl von 120.000 Soldaten zu, betont dann aber mit Nachdruck, dass keiner der anderen Sefuwa-Könige je eine gleiche Macht erreicht hätte. Zudem habe Dunama zweimal die Pilgerfahrt nach Mekka unternommen, wobei er beim zweiten Mal im Roten Meer ertrunken sein soll. Eine weitere wichtige Nachricht der Königschronik betrifft Salema ibn Abd Allah (1176–1203). Er soll der erste schwarzfarbige König der Sefuwa gewesen sein, während alle seine Vorfahren von hellerer Hautfarbe gewesen seien. Aufgrund neuerer Forschungen zum Ursprung der Staatengründer von Kanem ist auszuschließen, dass die Angebe auf einen Berberursprung der Sefuwa hinweist, wie manchmal angenommen wird. Fest steht, dass die Herrscher von Kanem bereits im 12. Jahrhundert eine große Machtfülle besaßen und dass man sie spätestens ab dieser Zeit trotz ihres angeblich jemenitischen Ursprungs als Schwarzafrikaner ansah. Die These einer langsamen Sesshaftwerdung vormaliger Nomadenherrscher Kanems ist somit als unbegründet zurückzuweisen.

### Ausdehnung des Reiches nach Bornu
Insbesondere herrschten die Sefuwa seit ältesten Zeiten auch über Teile des erst später erwähnten Bornu westlich des Tschadsees. Ibn Said berichtet von der  Eingliederung der Berber des Air in das Reich und von der Bedeutung der Provinz Kagha westlich des Tschadsees, die ein Teil von Bornu gewesen sein muss. Auch aus dem Dīwān geht hervor, dass die Sefuwa schon seit der Herrschaft Dunama Dibalemis (1203–1248) abwechselnd in Kanem und in Bornu residierten. Von daher erklärt sich der allgemein gebräuchliche Reichsname Kanem-Bornu. Die Zerstörung des Nationalheiligtums Mune durch Dunama Dibalemi hatte somit Auswirkungen sowohl auf Kanem als auch auf Bornu. Im Norden erstreckte sich das Reich über den Fessan hinaus bis in die Nähe der Mittelmeerküste. Im Osten erreichte es den Darfur und im Westen das Gebiet jenseits des Niger. Nur im Süden blieb die Grenze weitgehend unverändert. Auch der Islam machte hier jahrhundertelang nur wenig Fortschritte, da die Völker dieser Gebiete regelmäßig von Sklavenrazzien aus Kanem heimgesucht wurden. Es gab Ausnahmen in Bezug auf die Kleinstaaten an der südlichen Peripherie Kanems: die Kotoko-Stadtstaaten, Fika-Bolewa, Mandara und Bagirmi wurden verschont, solange sie die ihnen auferlegten Sklaventribute regelmäßig ablieferten.

## Herrschaft der Bulala über Kanem: 1381–1577

### Aufstand der Bulala – Vertreibung der Sefuwa nach Bornu: 1381
Unter der Oberfläche der allgemeinen Islamisierung lebten die alten Gegensätze zwischen den Sefuwa und den Duguwa fort. Es kam erstmals zu offenen Konflikten zwischen den beiden Gruppierungen als Dunama Dibalemi in der ersten Hälfte des 13. Jahrhunderts das Nationalheiligtum des Staates, den Mune, zerstörte. Ibn Furtu berichtet zwei Jahrhunderte später von einem dadurch ausgelösten siebenjährigen Bürgerkrieg zwischen der Zentralmacht und den Tubu. Dunama II. ging zwar siegreich aus den Kämpfen hervor, aber der Unwille über den mangelnden Respekt vor der vorislamischen Tradition bildete einen gefährlichen Zündstoff in der Gesellschaft. Schon zu Dunamas Lebzeiten übernahmen einige seiner Söhne die Führung von gegnerischen Parteien. Eine dieser Parteien, die sich nicht mit der Aufgabe der eigenen Tradition zugunsten des Islam abfinden wollte, waren die Bulala. Diese hatten sich zeitweilig in das Gebiet des Fitri-Sees südlich von Kanem zurückgezogen. Unter Verstärkung der aus dem Niltal-Gebiet eingewanderten Araber und unter Ausnützung von dynastischen Konflikten unter den Sefuwa seit der Herrschaft des Dawud b. Ibrahim (1359–1369) griffen sie die Sefuwa an. Von 1369 bis 1375 fielen vier aufeinanderfolgende Könige der Sefuwa im Kampf gegen die Bulala. Der zwanzigste König der Sefuwa, Umar b. Idris (1376–1381), entschied sich schließlich zur Aufgabe von Njimi, der alten Hauptstadt in Kanem. Er zog sich mit seinem Königshof nach Kaga in Bornu, der westlichen Provinz des Reiches, zurück.

### Prekäre Herrschaft der Bulala über Kanem: 1381–1577
Nach dem Abzug der Sefuwa aus Njimi herrschten die Bulala über Kanem. Mit Hilfe der eingewanderten Araber verfolgten sie die Sefuwa bis nach Bornu. Im Norden setzten sie sich im Kawar fest, um den transsaharanischen Handel auf der Bornustraße zu kontrollieren. Die Sefuwa leisteten jedoch erbitterten Widerstand und versuchten ihrerseits, den Stammsitz ihrer Vorväter in Kanem zurückzuerobern. Unter Idris Katakarmabe (1487–1509) besetzten sie kurzfristig ihre alte Hauptstadt Njimi. Doch den Bulala gelang es, die Eindringlinge wieder aus Kanem zu vertreiben.

### Unterwerfung der Bulala durch Idris Alauma: 1577
Von 1574 bis 1578 unternahm der König von Bornu Idris Alauma sieben Heerzüge nach Kanem mit dem Ziel, das alte Stammland der Sefuwa zurückzuerobern. Zum Höhepunkt dieser von dem Chronisten Ibn Furtu beschriebenen Unternehmungen gelang es ihm auch, die Bulala im Verlauf seines 5. Feldzuges nach Kanem 1577 in der Schlacht von Kiyayeka entscheidend zu schlagen und einen König aus der Dynastie der Bulala als Vasallen Bornus einzusetzen.

## Kanem als Provinz von Bornu: 1577–1900

### Vasallenkönig der Bulala: 1577–ca. 1600
Idris Alauma ernannte 1577 Muhammad b. Abd Allah, ein Mitglied des Königshauses der Bulala, zu seinem Vizekönig in Kanem. Dieser wurde jedoch so stark von seinen Verwandten der Bulala-Dynastie angefeindet, dass er sich nicht auf Dauer an der Macht halten konnte.

### Herrschaft der Vasallendynastie der Dalatoa über Kanem: ca. 1600–1846
Da sich die Lösung eines Vizekönigs der Bulala auf Dauer nicht als tragfähig erwies, setzte Idris Alauma selbst oder wahrscheinlicher einer seiner Nachfolger, den Königsklaven Dalatu Afno ("der Hausamann Dalatu") als Statthalter mit einer eignen Streitmacht in Mao, der neuen Hauptstadt Kanems, ein. Danach blieb die Herrschaft über Kanem in den Händen seiner Nachfolger, die als Dalatoa ("Leute des Dalatu") bekannt wurden. Sie haben bis heute die traditionelle Herrschaft in Mao inne.  Die Bulala ihrerseits zogen sich zum Fitrisee außerhalb der Reichweite der Sefuwa zurück, wo sie noch heute zu finden sind.

### Statthalterschaft der Awlad Sulayman in Kanem: 1846–1900
Von den Osmanen aus Tripolitanien vertrieben ließen sich die nomadisierenden Awlad Sulayman in Kanem nieder. Hier gewannen die Araber die Unterstützung der al-Kanemi-Herrscher Bornus, die den Dalatoa aufgrund ihrer engen Bande zu den Sefuwa nicht recht trauten. Die Dalatoa verhielten sich jedoch anschließend so zurückhaltend, dass die Araber ihre Schattendynastie in Mao weiter bestehen ließen. Die erneute Abhängigkeit Kanems von Bornu, die letztlich nur noch symbolischen Charakter hatte, blieb bis zum Beginn der Kolonialzeit um 1900 bestehen.

### Veröffentlichungen
- Barkindo, Bawuro: "The early states of the Central Sudan", in: J. Ajayi and M. Crowder (eds.), The History of West Africa, vol. I, 3rd ed. Harlow 1985, 225–254.
- Barth, Heinrich: "Chronological table, containing a list of the Sefuwa", in: Travel and Discoveries in North and Central Africa, Bd. II, New York, 1858, 581–602.
- Brenner, Louis: The Shehus of Kukawa, Oxford 1973.
- Breunig, Peter, "Groundwork of human occupation in the Chad Basin, 2000 B.C.-1000 A.D.", in: A. Ogundiran (ed.), Precolonial Nigeria, Trenton, NJ, 2005, 105–131.
- Connah, Graham: Three Thousand Years in Africa, London 1981.
- Conte,  Edouard: Marriage Patterns, Political Change and the Perpetuation of Social Inequality in South Kanem (Chad), Paris 1983.
- Denham, Dixon et al., Narrative of Travels and Discoveries, 2 vols., London 1826.
- Desanges, Jehan, Recherches sur l'activité des Méditerranéens aux confins de l'Afrique, Rom 1978.
- Ibn Furṭū: "The Kanem wars", in: Herbert R. Palmer: Sudanese Memoirs, Bd. I, Lagos 1928, S. 15–81.
- --: "The Bornu wars", in: Lange, Sudanic Chronicle, S. 34–106.
- Lange, Dierk: Le Dīwān des sultans du Kanem-Bornu, Wiesbaden 1977.
- --: "The Chad region as a crossroads", in: M. Elfasi (ed.), General History of Africa (UNESCO), 3rd vol., London 1988, 436–460.
- --: A Sudanic Chronicle: the Borno Expeditions of Idrīs Alauma, Wiesbaden 1987.
- --: "Immigration of the Chadic-speaking Sao towards 600 BCE" (PDF; 7,3 MB) Borno Museum Society Newsletter, 72–75 (2008), 84–106.
- --: "Biblical patriarchs from a pre-canonical source mentioned in the Dīwān of Kanem-Bornu" (PDF; 196 kB), Zeitschrift für Alttestamentliche Wissenschaft, 12 (2009), 588–598.
- --: "An introduction to the history of Kanem-Borno: The prologue of the Diwan" (PDF; 308 kB), Borno Museum Society Newsletter 76–84 (2010), 79–103.
- --: The Founding of Kanem by Assyrian Refugees ca. 600 BCE: Documentary, Linguistic, and Archaeological Evidence (PDF; 1,6 MB), Boston, Working Papers in African Studies N° 265.
- Le Rouvreur, Albert: Saheliens et Sahariens du Tchad, Paris 1962 (Neuauflage, Paris 1989).
- Levtzion, Nehemia, und John Hopkins: Corpus of Early Arabic Sources for West African History (= Fontes historiae Africanae, Series Arabica 4), Cambridge 1981, ISBN 0-521-22422-5
- Magnavita, Carlos, Peter Breunig, James Ameje und Martin Posselt: "Zilum: a mid-first millennium BC fortified settlement near Lake Chad". Journal of African Archaeology 4, 1 (2006), S. 153–169.
- Palmer, Herbert, R., Sudanese Memoirs, 3 Bde., Lagos 1928.
- Smith, Abdullahi: The early states of the Central Sudan, in: J. Ajayi and M. Crowder (Hg.), History of West Africa, Bd. I, 1. Ausg., London, 1971, 158–183.
- Urvoy, Yves: Histoire de l'empire du Bornou, Paris 1949.
- Van de Mieroop: A History of the Ancient Near East, Oxford, 2004.
- Zeltner, Jean-Claude: Pages d'histoire du Kanem, pays tchadien, Paris 1980.